# Stazione di Granarolo Faentino
Stazione di Granarolo Faentino vasútállomás Olaszországban, Faenza településen.

## Vasútvonalak
Az állomást az alábbi vasútvonalak érintik:
- Faenza–Lavezzola-vasútvonal

## Kapcsolódó állomások
A vasútállomáshoz az alábbi állomások vannak a legközelebb:
- Stazione di Cotignola
- Stazione di Faenza
- Stazione di Russi